# ひかりのたび
『ひかりのたび』 (dream of illumination) は、澤田サンダー監督・脚本による2017年の日本のドラマ映画。2015年伊参スタジオ映画祭シナリオ大賞中編部門大賞作品を執筆者自身の演出で映像化。

## キャスト
- 植田登 - 高川裕也
- 植田奈々 - 志田彩良
- 生田優子 - 瑛蓮
- 三好友晴 - 浜田晃
- 梶本道子 - 山田真歩
- 狩野公介 - 萩原利久
- 小口雄一郎 - 杉山ひこひこ
- 倉石 - 鳴神綾香
- 元気屋エイジ
- 生沼勇
- 堀田羅粋

## スタッフ
- 監督・脚本：澤田サンダー
- 製作：木滝和幸　小林栄太朗　畠中博英
- 撮影：西田瑞樹
- 照明：中村晋平
- 制作担当：阿部史嗣
- 録音・サウンドデザイン：光地拓郎
- 助監督：地良田浩之
- 編集：山崎梓
- 音楽：狩生健志
- 美術：菊地実幸　安藤秀敏
- 衣装：関 敏明
- ヘアメイク：須見有樹子
- スチール：轟あずさ
- タイトルデザイン：山本周
- パブリシスト：斎藤慈子
- 配給：マグネタイズ　太秦

## 上映
SKIPシティDシネマ国際映画祭、伊参スタジオ映画祭、函館港イルミナシオン映画祭、高崎映画祭、福井映画祭（クロージング作品）、第13回ジャパンカッツ（ニューヨーク・アメリカ）、第23回メイン国際映画祭（ウォータービル・アメリカ）、第24回チチェスター国際映画祭（サウスサセックス・イギリス）、第13回キプロス国際映画祭（ニコシア・キプロス）、見逃した映画5years（アップリンク吉祥寺）など

## 受賞
キプロス国際映画祭長編部門コンペティション最優秀撮影賞

## 評価
小説家の横山秀夫は「地方と都会、善意と悪意、作為と不作為をビジネスバッグを持ったトリックスターがつないでゆく、心理劇ならぬ『真理劇』だ」と評価した。
政治評論家の副島隆彦は「カネの問題を軽視する凡百の社会派映画と一線を画す」と評価した。